# Oudina
L'Oudina (en russe : Удина) est un volcan situé dans la péninsule du Kamtchatka, en Russie. Il fait partie du groupe volcanique du Klioutchevskoï et est composé de deux stratovolcans coniques : le Bolshaya Oudina (en russe : Большая Удина), andésitique, culminant à 2 920 mètres et le Malaya Oudina (en russe : Малая Удина), basaltique, culminant à 1 945 mètres.
Longtemps considéré comme éteint, le Bolshaya Oudina a montré des signes d'activité et a été re-classifié comme actif en juin 2019.

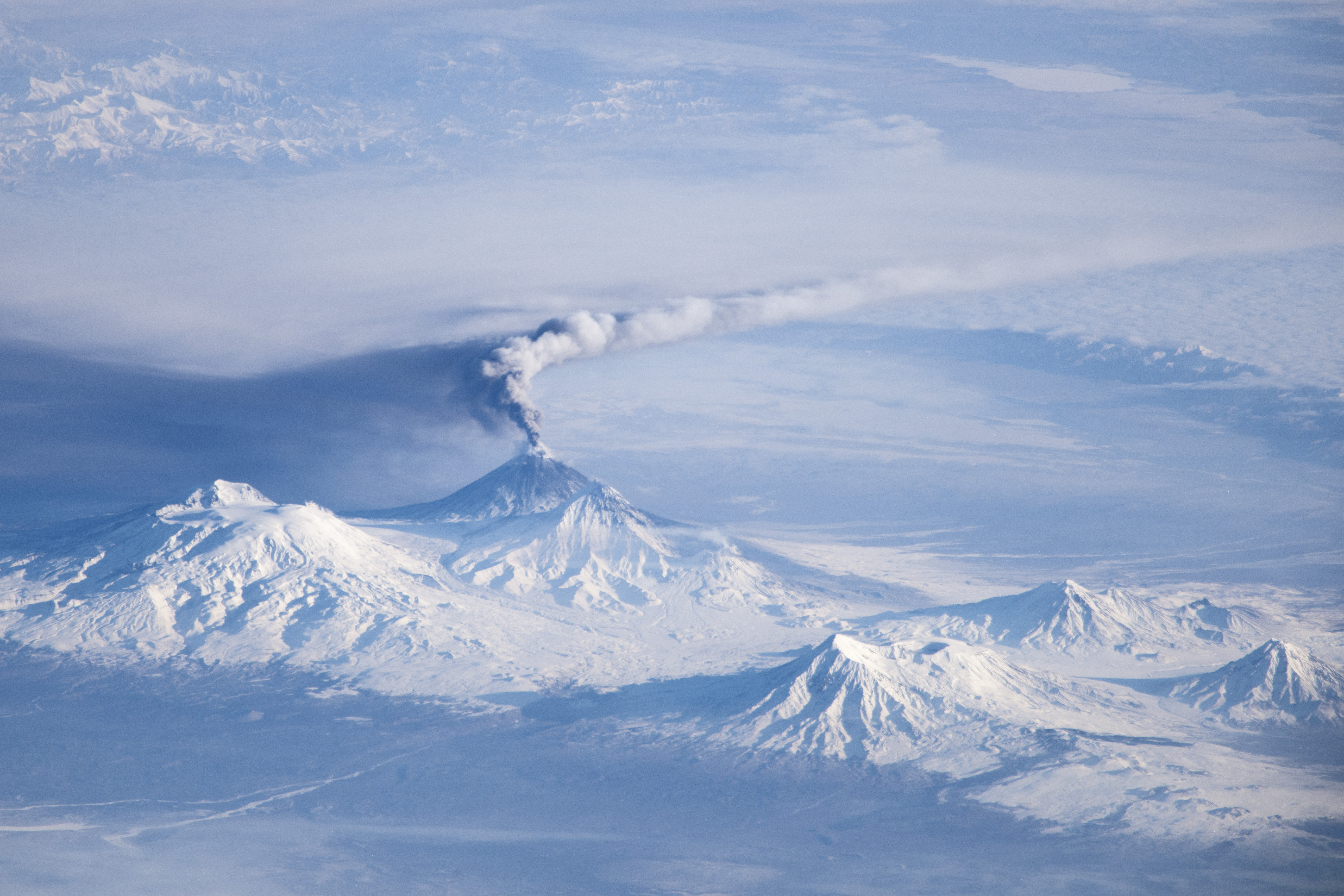
Le groupe volcanique du Klioutchevskoï vu depuis l'ISS. De gauche à droite : l'Ouchkovski, le Klioutchevskoï (en éruption), le Bezymianny, le Tolbatchik, le Zimina et l'Oudina.